# Chongming
Chongming (xinès, 崇明; pinyin, Chóngmíng; Wu: Dzonmin), antigament coneguda com Chungming, és una illa al·luvial a la desembocadura del riu Iang-tsé a l'est de la Xina, amb una extensió de 1.267 quilòmetres quadrats. És la segona iila més gran de la República Popular de la Xina, després de Hainan, i la tercera de la Xina comptant Taiwan. Juntament amb les illes Changxing i Hengsha, forma el districte homònim de Chongming, la zona més al nord del municipi a nivell provincial de Xangai. Segons el cens de 2020, la seva població era de 637.921 habitants.
Un tram de 20 quilòmetres de la costa nord de l'illa, que va formar l'illa separada de Yonglongsha fins que es va connectar amb l'illa de Chongming, forma part de l'àrea urbana de Nantong a la província de Jiangsu.

## Origen
Chongming no es va crear fins al començament de la dinastia Tang (618–907) a través de la deposició de fang al·luvial. Des de llavors, la forma de l'illa ha canviat diverses vegades, fent-se cada cop més gran. Només en els últims 50 anys, l'àrea de l'illa ha crescut d'uns 600 a gairebé 1.200 quilòmetres quadrats.

## Desenvolupament
Chongming és la part més rural de Xangai. L'illa té sòls fèrtils: l'agricultura, la ramaderia i la pesca estan ben desenvolupades. Des de la construcció d'un túnel que connecta l'illa amb el continent, molta gent ha vingut a l'illa a buscar or. Al mateix temps, l'illa és també una important zona de reubicació per als migrants de l'interior de la Xina que van haver d'abandonar les seves cases per a la construcció de la presa de les Tres Gorges.
Segons el govern de Xangai, l'illa es concentrarà en el desenvolupament del turisme en el futur. El pla, que es refereix al desenvolupament de l'illa fins al 2020 i que va ser elaborat el 2005 pels planificadors britànics Arup, es veu com una altra mesura estratègica important després de l'èxit del desenvolupament de Pudong. S'espera que Chongming augmenti la seva superfície forestal del 16% al 55% el 2020 i es converteixi en una "illa respectuosa amb el medi ambient".
Aquí s'havia de construir la primera ciutat ecològica d'Àsia a la zona de Dongtan de la gran comunitat de Chenjia. No obstant això, el projecte va ser descartat.